# Sungaya inexpectata
Sungaya inexpectata (PSG: 195) is een insect uit de orde van de Phasmatodea (wandelende takken).
Ze komen oorspronkelijk uit de Filipijnen en eten onder andere klimop, beukenbladeren, braambladeren en rozenbladeren.
De voortplanting gebeurt zowel geslachtelijk als parthenogenetisch. Het vrouwtje legt, na vier tot zes maanden ouderdom, haar eitjes een paar centimeter diep in de aarde met haar legboor. Zo goed als alle eitjes komen na vier tot zes maanden uit. Ze vervellen ongeveer 4 keer in hun groeiperiode. Volwassen vrouwtjes worden acht tot negen cm groot, mannetjes halen vijf tot zes cm. De levensduur van een volwassene is ongeveer één jaar.
De minimumtemperatuur in het terrarium moet 20 °C zijn, de vochtigheidsgraad ongeveer 60 % tot 80 %.

## Galerij

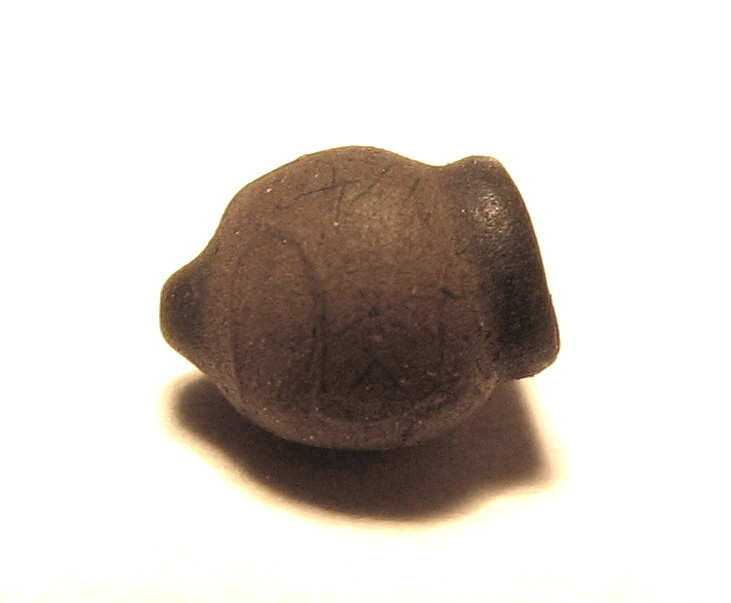
Eitje
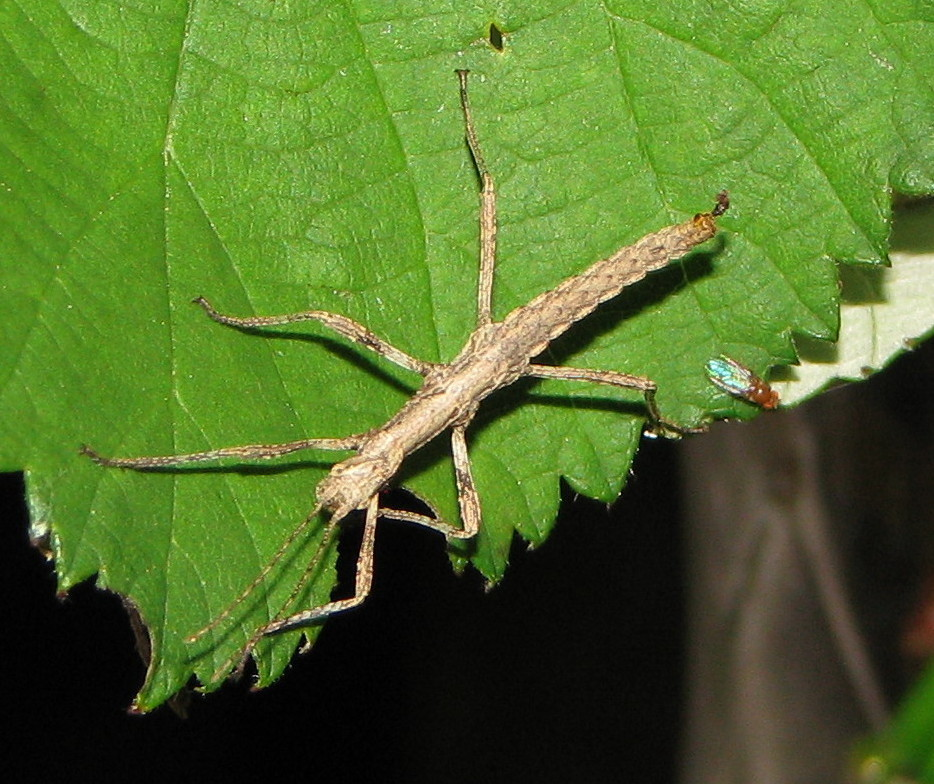
Nimf
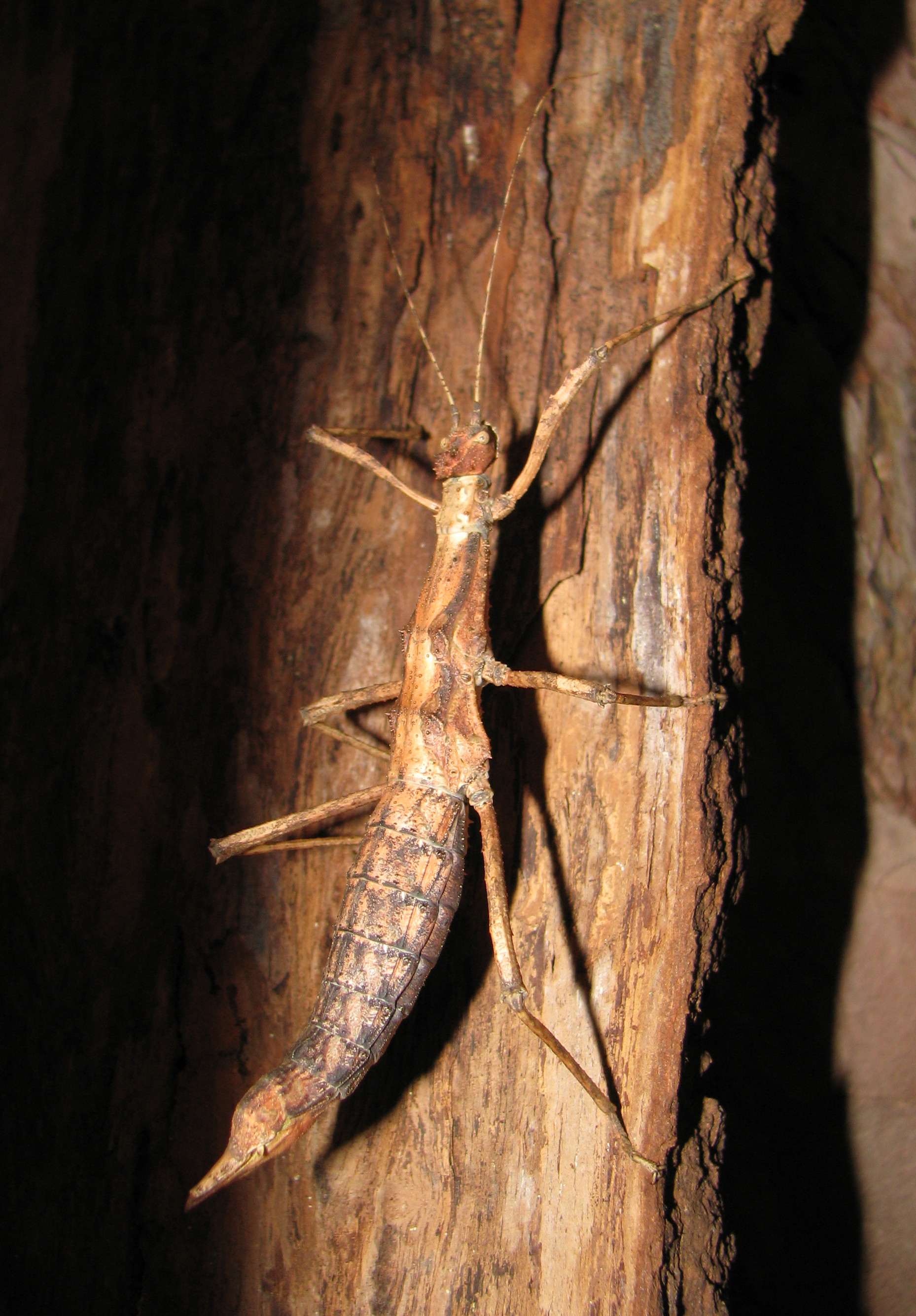
Vrouwtje
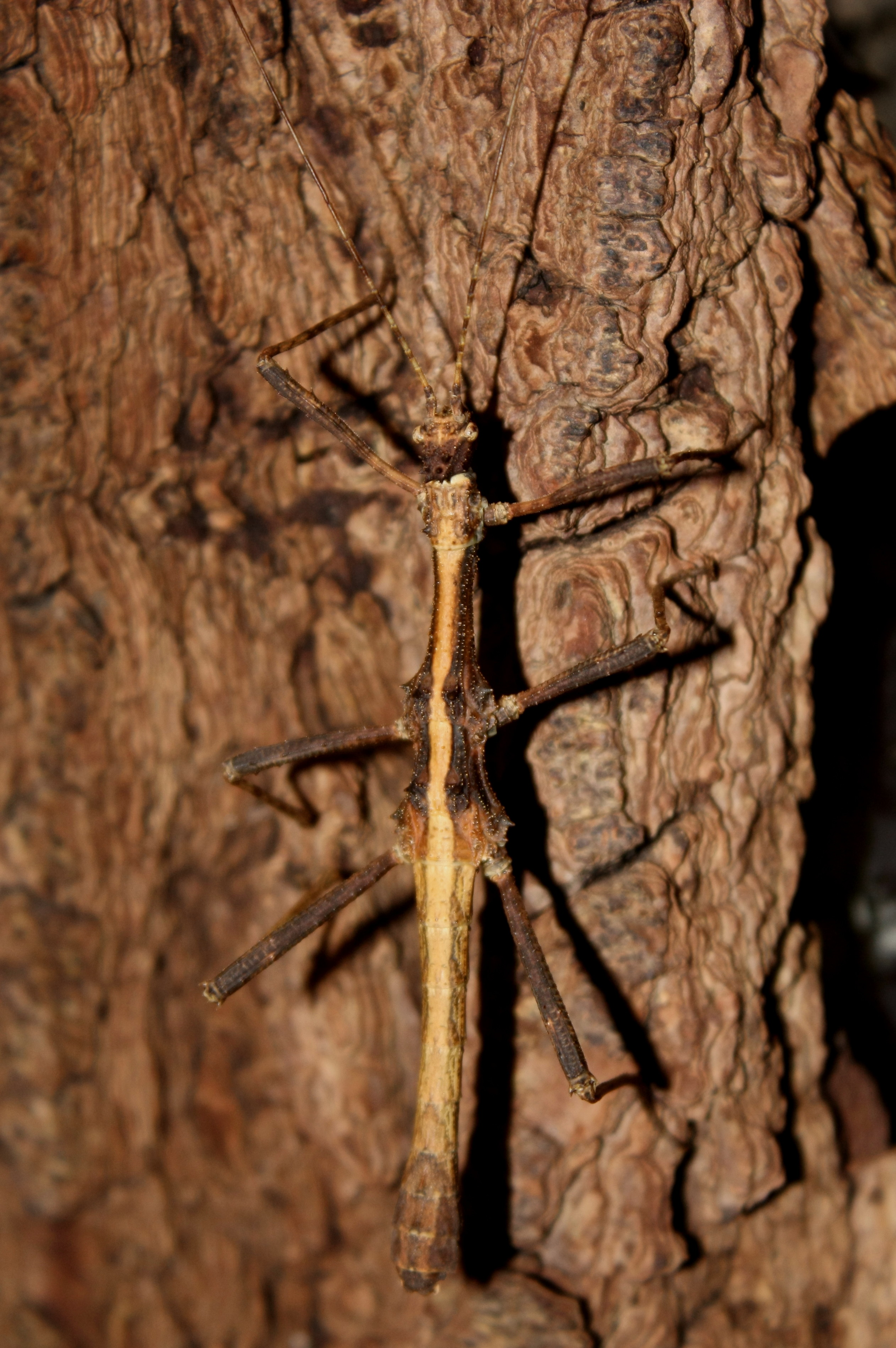
Mannetje
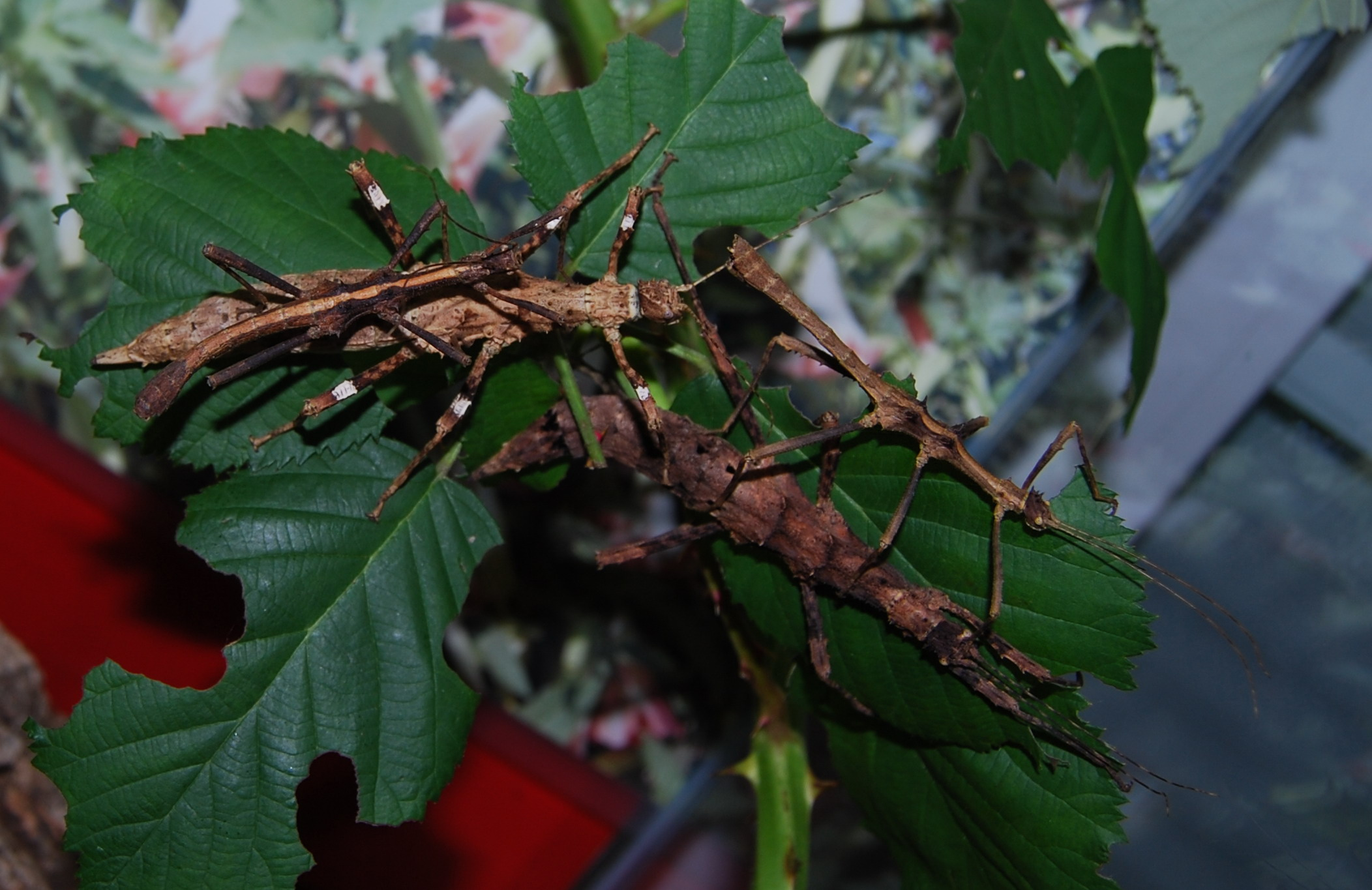
Twee koppels
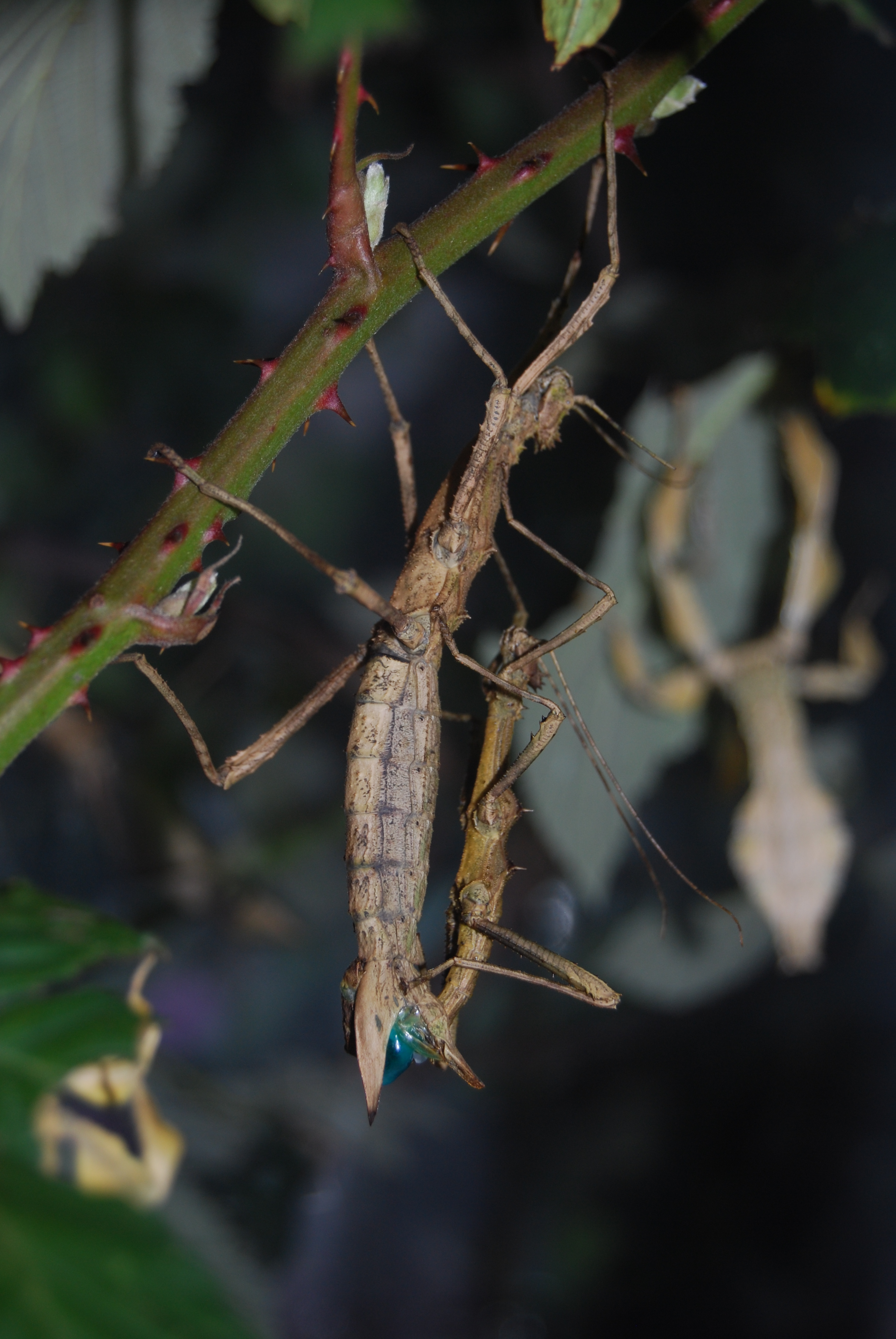
Paring